# Pringlea antiscorbutica
Pringlea antiscorbutica – gatunek roślin z rodziny kapustowatych (Brassicaceae), zwyczajowo zwany kapustą kerguleńską. Jest jedynym przedstawicielem monotypowego w efekcie rodzaju Pringlea. Jest to jeden z dwóch rodzajów roślin naczyniowych endemicznych dla subantarktyki (drugim jest Lyallia). Rośliny te występują na czterech grupach wysp południowej części Oceanu Indyjskiego: Kerguelena, Księcia Edwarda, Heard i McDonalda oraz Crozeta. Rośliny te tworzą własne zbiorowisko w obrębie tundry subantarktycznej kształtujące się w miejscach stosunkowo zacisznych i wilgotnych. Na wyspach, na które zawleczono króliki, rośliny te utrzymują się tylko w miejscach dla nich niedostępnych – najbardziej wilgotnych i na stromych klifach.
Ze względu na warunki ekologiczne (silne wiatry, brak owadów latających) kwiaty są wiatropylne, choć czasem bywają odwiedzane przez wciornastki. Łupina nasion umożliwia rozprzestrzenianie ich za pomocą wody.
Roślina stanowiła ważne źródło witamin dla podróżników, wielorybników, łowców fok i pingwinów przemierzających Ocean Indyjski, zapobiegając szkorbutowi. Duże, podobne do kapuścianych liście spożywano świeże w postaci ostrej w smaku sałatki lub po ugotowaniu (wówczas w smaku przypominają jarmuż). Jadano także grube pędy kwiatostanowe, obfitujące w skrobię, podobne w smaku z kolei do skorzonery. Smak kłączy opisywany jest jako podobny do chrzanu, a podobne zastosowanie i smak do tego gatunku mają też korzenie kapusty kerguleńskiej. Roślina uznawana jest za potencjalnie wartościowe warzywo dla obszarów znajdujących się pod wpływem klimatu chłodnego.

## Morfologia

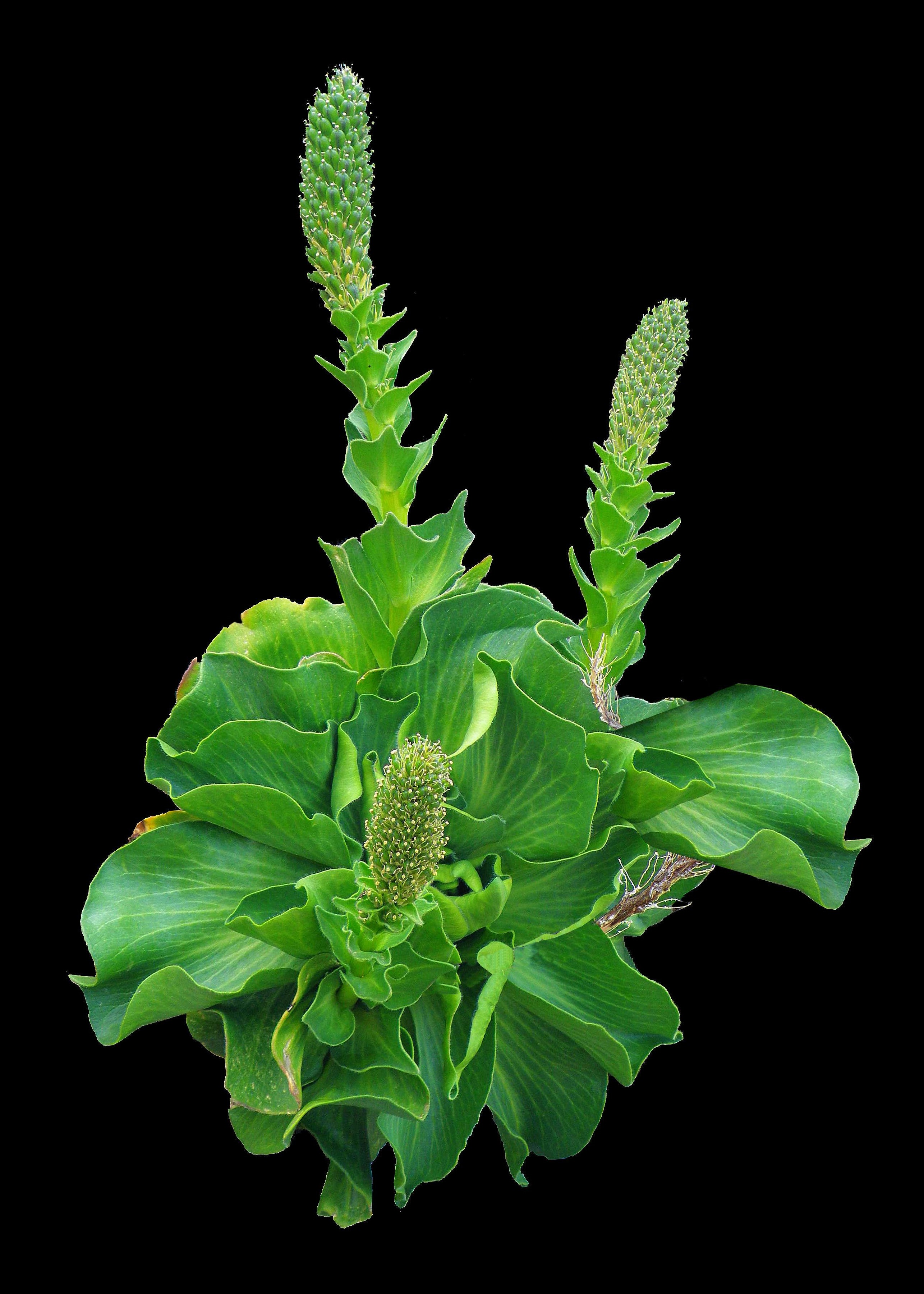

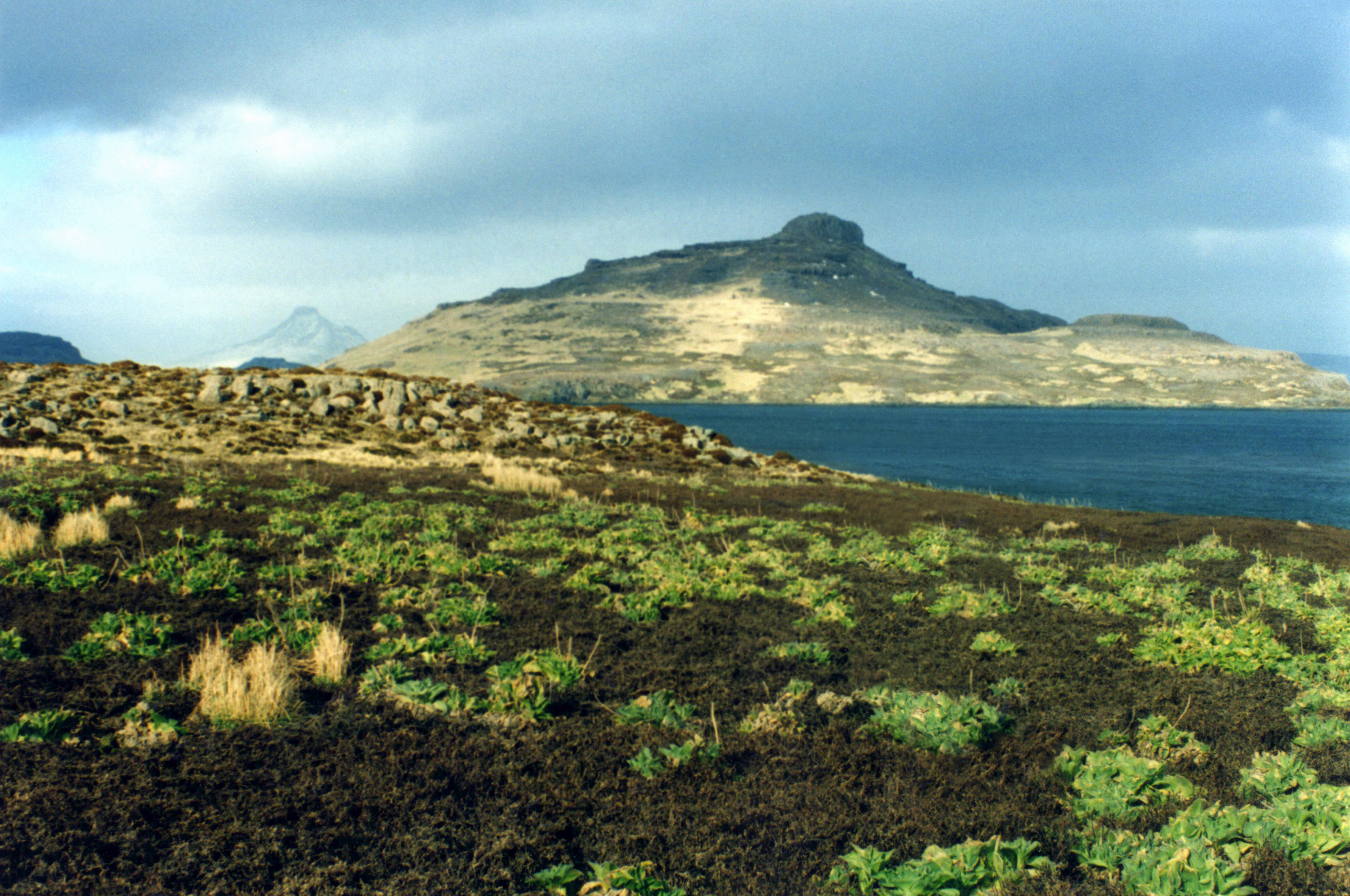
Pringlea na Wyspach Kerguelena

PokrójBylina kłączowa, o pędzie zwykle owłosionym, pokrytym włoskami pojedynczymi, pachykaulicznym (słabo rozgałęzionym i zgrubiałym). Pęd może osiągać 1 m wysokości, a płożąc się – do 1,8 m długości, przy średnicy do ok. 15 cm.
LiścieLiście okazałe, okrągławe do jajowatych, skupione w przyziemnej rozecie i tworzące główki podobne do tych u kapusty, czasem wyrastające na końcu pędu wzniesionego. Blaszka całobrzega.
KwiatyZebrane w grona, przynajmniej w dolnej części z przysadkami. Kwiatostany wyrastają z dolnej części kłącza i są wzniesione i trwałe (odnotowano nawet 8-letnie), w efekcie na jednej roślinie może znajdować się ich wiele (najwięcej zaobserwowano 28). Działki kielicha cztery, wyprostowane, nie rozdęte woreczkowato. Płatków korony brak lub rzadko (zwłaszcza w miejscach cienistych) słabo rozwinięte – nie dłuższe od działek, fioletowe, podługowate. Pręcików 6, podobnej długości, silnie wystające poza okwiat. Pylniki jajowate do podługowatych. Słupek krótki, zakończony główkowatym znamieniem.
OwoceJajowate lub maczugowate, prosto wzniesione lub podnoszące się, obłe łuszczynki, pozbawione przegrody. Łupina nasienna biała, pęcherzykowato-gąbczasta.

## Systematyka i pochodzenie
Gatunek z  monotypowego rodzaju Pringlea T. Anderson ex J. D. Hooker, Fl. Antarctica 238. 21 Oct-1 Nov 1845. Ze względu na odrębność wynikającą z adaptacji do specyficznych siedlisk i klimatu takson wyodrębniany był do własnego plemienia Pringleae. Analizy molekularne ujawniły, że rodzaj ten jednak reprezentuje południowoamerykańskie plemię Thelypodieae, z którego przedstawicielami miał ostatniego wspólnego przodka przed ok. 5 milionami lat. Nie wiadomo, czy rośliny te trafiły bezpośrednio na wyspy Oceanu Indyjskiego z Ameryki Południowej, czy dotarły do nich drogą lądową przez Antarktydę. Wiadomo natomiast, że na wyspach tych przetrwały pliocen i zlodowacenia w czasie plejstocenu.